# Колір надій — зелений
Колір надій — зелений (швед. Och hoppets färg är grön) — науково-фантастичний роман шведського письменника Карла Югана Гольцгаузена . Уперше роман опублікований у стокгольмському видавництві «Delta» в 1977 році. У романі на фоні фантастичного сюжету — винаходу хімічної речовини, яка змінює колір шкіри людини на зелений, та можливості застосування його як способу покарання для злочинців — обговорюються моральні проблеми та критикується тогочасні суспільні порядки у Швеції.

## Сюжет роману
Роман розпочинається із опису Пера Густафссона, простого робітника невеликої парфумерної фабрики. Він прийшов на роботу зовсім молодими чоловіком, і спочатку отримував за роботу пристойну зарплатню, проте умовою роботи на цьому підприємстві стало те, що він не міг вступати до профспілки, а значить і не міг вимагати збільшення заробітної платні та захищати свої права як найманого робітника. Він пропрацював на підприємстві тривалий час, одружився, у нього народилось двоє дітей, проте заробітну плату йому практично не підвищували, а за цей у країні спостерігалося підвищення цін та інфляція. Це тривало до того часу, поки він не зустрів одного свого товариша по військовій службі, який довів йому, що коли б він був би членом профспілки, то заробляв би значно більше, і за ці роки він недоотримав 15 тисяч крон, що на той час були досить великими грошима. Під впливом випитого спиртного Густафссон проникає до каси фабрики, та забирає із неї 7 тисяч крон — всі гроші, що були в сейфі, проте його там застає господар, який після відмови робітника віддати ці гроші, викликає поліцію, яка за деякий час арештовує Густафссона. За це пограбування Густафссона засудили на півтора року тюремного ув'язнення. Сам герой роману кається у скоєному, а всі його близькі та знайомі вважають, що він не витримає навіть такого короткострокового ув'язнення, оскільки він дуже любить природу, вихідні проводить переважно у лісі, а також захоплюється спортивним орієнтуванням. Про його долю дізнається відомий у минулому в Швеції доктор Вереліус, який приблизно за 30 років до подій роману винайшов речовину вертотрон, яка при внутрішньом'язовому введенні забарвлює шкіру людини в зелений колір на час, який пропорційний кількості введеної речовини, причому після закінчення дії препарату шкіра відновлює свій нормальний колір, а вертотрон виводиться із організму після злущування епідермісу та заміни нігтів та волосся, не завдаючи ніякої шкоди та не створюючи ніяких побічних ефектів. Доктор хотів використати введення цього препарату як покарання для злочинців, що замінювало б тюремне ув'язнення, та дозволило б зекономити значні кошти державі, а засудженим за нетяжкі злочини надати можливість перебувати в колі сім'ї. Застосування вертотрону схвалив один із попередніх урядів Швеції, проте на той час ніхто із засуджених не ризикнув перевірити на собі його дію, і початок його застосування довелось відкласти на невизначений термін. Вереліус вирішує повторно звернутись до уряду, щоб підтвердити згоду на використання вертотрону, та отримує її. Після цього доктор зустрічається із Густафссоном, і той вирішує випробувати дію препарату на собі. Вереліус повторно синтезує препарат і вводить його засудженому. Шкіра Густафссона стає зеленою, і, згідно розрахунків доктора Вереліуса, цей колір шкіри у засудженого має утримуватися протягом року. Густафссон повертається додому, і його рідні хоч і з радістю сприймають повернення засудженого додому, проте не відразу звикають до зеленого кольору шкіри Густафссона. Густафссон влаштовується на роботу в столярну майстерну у вечірню зміну, де працює менше людей, проте навіть по дорозі на роботу йому соромно їхати громадським транспортом, щоправда на роботі нові співробітники вирішують особливо не звертати уваги на свого зеленошкірого колегу по роботі. Поступово за Густафссона дізнаються представники засобів масової інформації, дехто із журналістів хоче його таємно сфотографувати, коли він гуляє у лісі, а пізніше зеленошкірого засудженого офіційно запрошують виступити на одній із найвідоміших телепередач у Швеції в прямому ефірі з оплатою виступу. Густафссон погоджується, і його виступ користується великою популярністю. За кілька днів у нього вдома з'являється його колишній товариш по військовій службі, який просить називати його Пружина, та який висловлює настійне бажання стати імпресаріо Густафссона, та сприяти йому в організації його виступів у різних публічних місцях, отримуючи за це частину гонорарів свого колишнього співслуживця. Густафссон схиляється до вімови Пружині, проте трохи пізніше додому до Густафссона прибуває директор місцевого універмагу із пропозицією стати продавцем у одному із відділів універмагу строком на два тижні, що приурочувалось до тижневика продажу товарів зеленого кольору, який дирекція універмагу планувала розпочати із початком календарної весни. За посередництвом Пружини Густафссон погоджується на цю пропозицію. Проте ця робота не приносить великого задоволення Густафссону, а також не дає великих прибутків магазину, і його хочуть звільнити з цієї роботи достроково. За допомогою свого новоспеченого імпресаріо зеленошкірий засуджений розпочинає виступати із концертами у парках, на танцювальних майданчиках та ресторанах, проте швидко обридає людям, а сам Густафссон відчуває до себе прохолодне, та навіть вороже ставлення інших людей. Одночасно він та його знайомі та близькі спостерігають, що його шкіра починає відновлювати свій нормальний колір достроково, лише за два місяці після введення. До Густафссона приїжджає доктор Вереліус, який повідомляє, що він сам вирішив спочатку для безпеки Густафссона не вводити йому повної дози препарату, тому і його дія закінчилась раніше. Проте доктор повідомив про це департамент із виконання покарань, у якому вирішили, що Густафссон цим експериментом відбув достатнє покарання, тому другу дозу препарату йому вводити не будуть, а також таке покарання не будуть більше використовувати жодному засудженому, оскільки експеримент визнаний невдалим.

## Переклади
Українською мовою роман «Колір надій — зелений» не перекладався. Російською мовою твір уперше опублікований у 1982 році у видавництві «Мир» у серії «Зарубіжна фантастика», та дав свою назву збірці шведської фантастики.. Повторно російською мовою роман опублікований у збірці «Зелёная книга фантастики», яка вийшла в 1989 році у видавництві «Юридическая литература».